# Boʻka
Boʻka (uzb. cyr.: Бўка; ros.: Бука, Buka) – miasto we wschodnim Uzbekistanie, w wilajecie taszkenckim,  siedziba administracyjna tumanu Boʻka. W 1989 roku liczyło ok. 17,2 tys. mieszkańców. Ośrodek przemysłu włókienniczego.
Miejscowość otrzymała prawa miejskie w 1980 roku.